# Claudia Feurstein
Claudia Feurstein (* 1973) ist eine österreichische Juristin. Seit 1. März 2025 ist sie Bezirkshauptfrau von Dornbirn.

## Werdegang
Feurstein absolvierte die Gerichtspraxis. Im Jahr 1998 ist sie in den Landesdienst eingetreten. Von 2002 bis 2005 war sie als juristische Mitarbeiterin im Büro des Landesamtsdirektors beim Amt der Vorarlberger Landesregierung tätig. Ab 1. März 2005 war sie Leiterin der Abteilung Polizei in der Bezirkshauptmannschaft Dornbirn.
Anfang Februar 2025 ist bekannt geworden, dass sie von der Vorarlberger Landesregierung unter Landeshauptmann Markus Wallner per 1. März 2025 zur Bezirkshauptfrau des Bezirkes Dornbirn bestellt worden ist. Sie ist damit die erste Bezirkshauptfrau eines Vorarlberger Bezirkes.

## Privates
Feurstein ist in Dornbirn wohnhaft und hat einen Sohn.